# アナスタシア (ミュージカル)
『アナスタシア』（Anastasia）は、リン・アレンズおよびスティーブン・フラーティ作詞作曲、テレンス・マクナリー脚本のミュージカル。1997年のアニメ映画『アナスタシア』を基にし、ロマノフ家の処刑から逃れたロシア・ツァーリ国ロマノフ朝のアナスタシア皇女の伝説を描いている。数年後、記憶を失くした孤児のアーニャは家族の手がかりを探し、皇女に似ていることを利用しようとする詐欺師2人と行動を共にする。
コネチカット州ハートフォードでの公演後、2017年4月、ブロードウェイに進出してブロードハースト・シアターにて開幕し、以降世界中で上演されている。

## 背景
2012年、読み合わせが行なわれ、ケリー・バレットがアーニャ/アナスタシア役、アーロン・トヴェイトがディミトリ役、パトリック・ペイジがウラジミール役、アンジェラ・ランズベリーがマリー皇太后役に配役された。2015年6月12日、ニューヨークでワークショップが行なわれ、エレナ・シャドウがアーニャ役、ラミン・カリムルーが新たな役柄のグレブ・ワガノフ役、ダグラス・シリスがヴラド役に配役された。
2016年5月13日、コネチカット州ハートフォードにあるハートフォード・ステージにて初演された。ダーコ・トレスニャクが演出、ペギー・ヒッキーが振付を担当し、クリスティ・アルトメアがアーニャ役、デレク・クレナがディミトリ役を演じた。
演出家のトレスニャクは「映画から6曲を残したと思うが、新たに16曲を追加した。映画の良い点を残しつつ、実際新たなミュージカル作品となった」と語った。映画には登場しない人物も追加された。第1幕はロシア、第2幕はパリを舞台に、脚本家のマクナリーによると「自由で表現豊かで創造力があり壁のない、全て近代ロシア・ソビエト連邦社会主義共和国とは異なるものである」。
また、原作の映画にあったラスプーチンの役および楽曲「"In the Dark of the Night"』などの超自然現象を削除し、代わりに新たな悪役としてボリシェヴィキの将官グレブがアーニャ殺害の命を受ける。

## プロダクション

### 2017年、ブロードウェイ
2017年、ブロードウェイにあるブロードハースト・シアターにて、3月23日からプレビュー公演、4月24日から本公演が行われ、ハートフォード公演の主要キャストのほとんどがそのまま出演した。
批評家からの評価は賛否両論で、むらのある脇筋や当初から問題であった上演時期の長さが指摘された。2019年3月31日、プレビュー公演34回、本公演808回ののち閉幕した。

### 2018年、マドリード

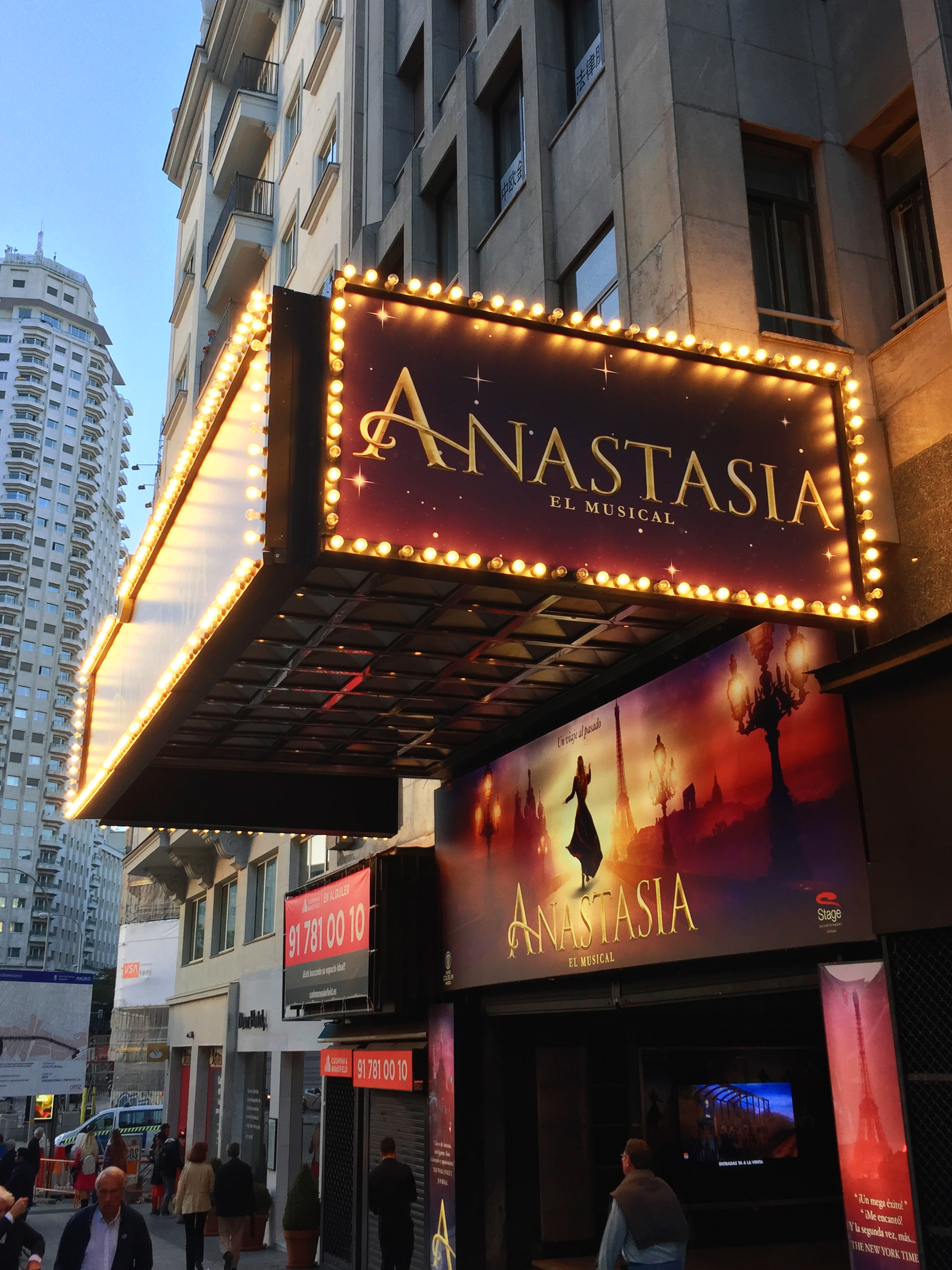
マドリードのコロシアム・シアターの看板

2018年、スペインのマドリードにあるコロシアム・シアターにて初のヨーロッパ公演が開幕し、10月3日からプレビュー公演、10月10日から本公演が行なわれた。Jana Gómezがアーニャ役、Íñigo Etayoがディミトリ役、Carlos Salgadoがグレブ役、Javier Navaresがヴラド役、Silvia Luchettiがリリー役、Angels Jiménezがマリー皇太后に配役された。
2020年3月7日、コロナウイルス感染症の流行により、556回上演ののち上演中止となった。2020年9月28日、ステージ・エンタテイメントはコロナウイルス感染症終息後も上演再開しないことを発表した。

### 2018年、北米ツアー
2018年、第1回北米ツアー公演がニューヨーク州スケネクタディにあるプロクターズ・シアターで開幕し、10月9日からプレビュー公演、10月12日から本公演が行なわれた。ライラ・クーガンがアーニャ役、スティーブン・ブロワーがディミトリ役、ジェイソン・マイケル・エヴァンズがグレブ役、エドワード・ストウデンメイヤーがヴラド役、タリ・ケリーがリリー役、ジョイ・フランツがマリー皇太后役に配役された。2020年3月12日、アーカンソー州フェイエットビルにあるウォルトン・アーツ・センターでの公演を以ってコロナウイルス感染症の流行により上演中止となった。
2021年10月15日、ジョージア州エヴァンズにあるコロンビア郡パフォーミング・アーツ・センターにて非組合員による北米ツアー公演が開幕した。カイラ・ストーンがアーニャ役、サム・マクレランがディミトリ役、ブランドン・デルガドがグレブ役、ブライアン・シーストロムがヴラド役、マデリン・ラウビがリリー役、ゲリー・ウィグラフがマリー皇太后役に配役された。

### 2018年、シュトゥットガルト
2018年11月15日から2019年10月13日、ドイツのシュトゥットガルトにあるステージ・パラディウム・シアターにてドイツ・プロダクションの公演が上演された。Judith Caspariがアーニャ役、Milan van Waardenburgがディミトリ役(のちにThomas Hohlerに交代)に配役された。

### 2019年、デン・ハーグ

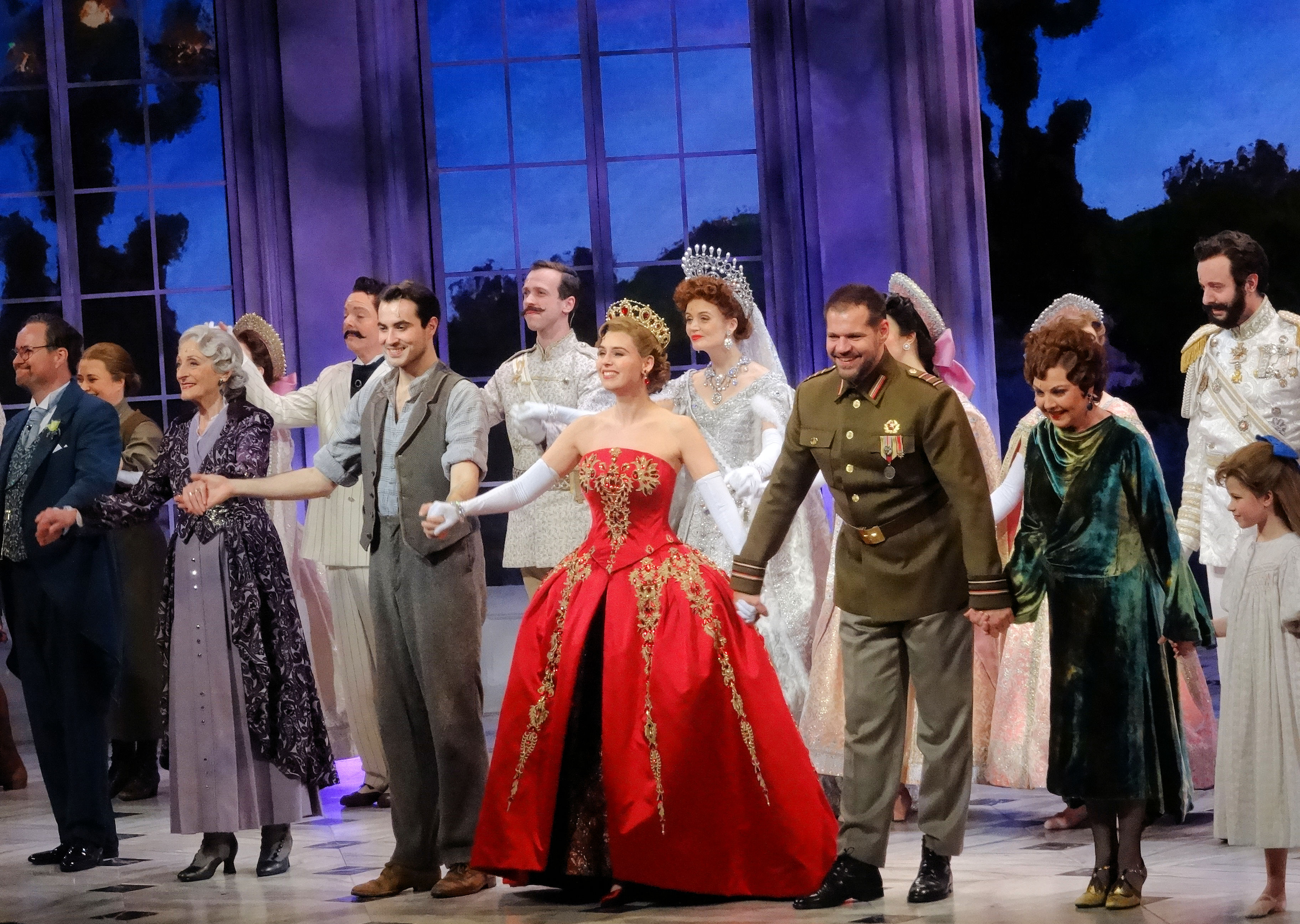
2020年、デン・ハーグのサーカスシアター

2019年9月22日よりオランダのデン・ハーグにあるAFASサーカスシアターにてオランダ・プロダクションの公演が上演された。Tessa Sunniva van Tolがアーニャ役に配役された他、ドイツ・プロダクションのMilan van Waardenburgがオランダ・プロダクションでもディミトリ役を演じ、異なる国で異なる言語でディミトリ役を演じた最初の俳優となった。他の主要な役柄にはRené van Kooten、Gerrie van der Klei、Ellen Evers、Ad Knippelsが配役された。
2020年3月23日、コロナウイルス感染症の流行により上演中止となった。2021年4月、ステージ・エンタテイメントはコロナウイルス感染症終息後も上演再開しないことを発表した。

### 2020年、日本
2020年3月1日、東急シアターオーブにて日本プロダクションの公演が初演される予定であったが、コロナウイルス感染症の流行により3月9日に延期となった。葵わかなおよび木下晴香がアーニャ役、海宝直人、相葉裕樹、内海啓貴がディミトリ役、山本耕史、堂珍嘉邦、遠山裕介がグレブ役、大澄賢也および石川禅がヴラド役、朝海ひかる、マルシア、堀内敬子がリリー役、麻実れいがマリア皇太后役に配役された。2020年3月27日、14回の上演ののち閉幕した。2020年4月6日から18日、梅田芸術劇場にて上演の予定であったが、コロナウィルス感染症の流行により上演中止となった。
また2020年夏、宝塚歌劇団宙組による公演が宝塚大劇場と東京宝塚劇場で上演される予定であったが、コロナウィルス感染症の流行により秋に延期された。オリジナルの楽曲「"She Walks In"」が作曲され、トップスターでディミトリ役の真風涼帆が歌唱した。

### 2022年、タンペレ
2022年9月2日、タンペレ・シアターにてブロードウェイの再現ではないフィンランド・プロダクションの公演が上演された。Pia Piltzがアーニャ役、Petrus Kähkönenがディミトリ役、Joel Mäkinenがグレブ役、Ville Majamaaがヴラド役、Kaisa Helaがリリー役、Sinikka Sokkaがマリー皇太后役に配役された。

### 2022年、リンツ
2022年9月10日、オーストリアのリンツにあるランデスシアターにてブロードウェイ版とは異なるオーストリア・プロダクションの公演が開幕した。Hanna Kastnerがアーニャ役、Lukas Sandmannがディミトリ役、Nikolaj Alexander Bruckerがグレブ役、Karsten Kenzelがヴラド役、Judith Jandlがリリー役、Daniela Dettがマリー皇太后役に配役された。

### 2022年、サンパウロ
2022年11月9日、ブラジルのサンパウロにあるルノー・シアターにてT4FおよびCaradiboiのプロデュースによるポルトガル語プロダクションの公演が開幕した。Giovanna Rangelがアーニャ役、Rodrigo Filgueirasがディミトリ役、Luciano Andreyがグレブ役、Tiago Abravanelがヴラド役、Carol Costaがリリー役、Edna d'Oliveiraがマリー皇太后役に配役された。

### 2023年、メキシコシティ
2023年、OCESA TeatroプロデュースによりメキシコシティにあるTeatro Telcelにてメキシコ・プロダクションの公演が上演予定である。

## あらすじ

### プロローグ
1906年、ロシアのサンクトペテルブルクにて、マリー皇太后はフランスのパリに転居することとなり、悲しむ5歳の末の孫娘であるアナスタシア皇女を慰める。出発前、マリー皇太后はアナスタシア皇女に餞別としてオルゴールを贈る("Prologue: Once Upon a December")。11年後、アナスタシアは家族と共に舞踏会に参加していると、ボリシェヴィキが宮殿に侵攻する。一家が逃亡しようとするとアナスタシアがオルゴールを取りに行き、家族と共に襲撃され捕まる("The Last Dance of the Romanovs")。その後パリのマリー皇太后は家族が処刑されたと知らされる。

### 第1幕
1927年、ロシアを指揮するボリシェヴィキの将官グレブ・ワガノフは悲観しているロシア人たちに向け、貧しいサンクトペテルブルクをレーニンの街を意味するレニングラードと改名し、明るい平和な未来を約束する。ロシア国民はこれに抗議するが、アナスタシアが襲撃から逃れて生き延びているとの噂が流れ、気持ちを持ち直す。ハンサムな若者ディミトリと旧皇族のヴラド・ポポフの指名手配中の2人の詐欺師はこの噂を聞きつけ、史上最大の詐欺を思いつく。無垢な少女をアナスタシアに仕立て上げ、マリー皇太后から大金を絞り取ろうとする("A Rumor in St. Petersburg")。
ディミトリとヴラドは遺棄されたユスポフ宮殿内の劇場でオーディションを行なうがうまくいかない。諦めかけた時、道路清掃員のアーニャがディミトリにパリ行きのチケットを入手するための書類の書き方を尋ねる。アーニャが記憶喪失で過去についてほとんど何も覚えていないと語るのを聞き、ディミトリとヴラドは色めき立つ("In My Dreams")。アナスタシアに似ていて記憶喪失であることが都合が良く、アナスタシアの偽物としてアーニャが選ばれる。
首都では政府役人たちが噂や報告の中から対策が必要なものを選り分ける。3人の女優がアーニャ、ディミトリ、ヴラドの策略をグレブに報告するが、これを退けアーニャを裁判にかける("The Rumors Never End")。宮殿ではヴラドとディミトリは活発なアーニャをアナスタシアに仕立てるべく歴史、テーブルマナー、ダンスを教え込む("Learn to Do It")。
グレブはアーニャの逮捕を命じ、ネフスキー大通りにあるグレブの事務所にアーニャが連れてこられる。グレブはアーニャに尋問し、アナスタシアになりすますとどうなるか警告する。グレブはアナスタシアは亡くなったのだと語る。グレブは自身の父親がロマノフ家を襲撃した兵士の1人であったと明かし、少年であったグレブは銃声とロマノフ家の叫び声を聞いたと語る。それでもグレブはアーニャがロマノフ家の瞳を持ち、アーニャが本当にアナスタシアかもしれないと気付く。グレブはアーニャに思いを寄せつつ、警告して解放する("The Neva Flows")。
アーニャがディミトリのもとに戻ると、ディミトリの以前の詐欺パートナーにからかわれて攻撃されたため追い払う("The Neva Flows Reprise")。アーニャの反撃能力に感銘を受け、ディミトリはアーニャに初めて心を開き、子供の頃のサンクトペテルブルクの路上生活で、孤児として1人でいかに生活してきたかを語る("My Petersburg")。ディミトリはアーニャを信頼し始め、マリー皇太后がアナスタシアに贈ったものと知らずに開かないオルゴールを見せる。アーニャはいとも簡単に開き、何年も前の宮廷舞踏会などの過去を漠然と思い出し始める("Once Upon a December")。するとこれまで以上にパリ行きへの熱意が上がるが、ディミトリは交通費が足りないと語る。アーニャは最も大事にしてきていた、数年前に自身が孤児として発見された時に着ていたドレスに縫い付けられていたダイアモンドをディミトリに渡す("A Secret She Kept")。
フィンリャンツキー駅にて、イポリトフ伯爵はアーニャをアナスタシアと認識し、その手にキスをする。パリ行きの汽車に乗り込むと、イポリトフ伯爵は皆と共にロシアへ別れを告げる("Stay, I Pray You")。汽車の中で、アーニャ、ディミトリ、ヴラドはそれぞれパリで成し遂げたいことを考える。アーニャは自分がアナスタシアであることの証し、ディミトリはお金、ヴラドは不倫していた女官のリリー・マレフスキー・マレヴィッチ伯爵夫人(映画版ではソフィ―)を取り戻すことを望む("We'll Go From There")。イポリトフ伯爵は不法乗車として警察に射殺される。警察はロシアで指名手配されているアーニャ、ディミトリ、ヴラドを追いかけるが、汽車から飛び降りなんとか逃れる。
グレブはアーニャが本物のアナスタシアであれば殺害せよとの命を受け、ロシア全土を探し回る("Traveling Sequence")。グレブはこの命令を承諾するが、アーニャを愛していることに気付き、自分の心に疑問を持つ("Still")。アーニャ、ヴラド、ディミトリはついにフランスに到着してパリに向かい、アーニャはついに自分が何者であるか判明するという希望も持ち勇気をふり絞る("Journey to the Past")。

### 第2幕
アーニャ、ヴラド、ディミトリはパリに到着し、街の風景や音に引き込まれる("Paris Holds the Key (to Your Heart)")。ヴラドとディミトリが出掛けると、アーニャはアナスタシアの祖父アレクサンドル3世の名を冠したアレクサンドル3世橋を訪れ、自身とこの橋との強い繋がりを感じる("Crossing a Bridge")。
年を重ねたマリー皇太后は数多くのアナスタシアなりすましの手紙を読んで心を痛め、アナスタシアを探すことを諦める("Close the Door")。グレブがパリに到着すると、リリーはネヴァ・クラブでパーティを開催しており、裕福で高貴なロシア人亡命者たちが昔のロシアについて回顧する("Land of Yesterday")。リリーはヴラドと再会するが、リリーはヴラドが交際中に宝石を盗んだと怒る。それでも2人のスキャンダラスな恋愛は再燃し、ヴラドはリリーに翌週のバレエでマリー皇太后にアーニャを会わせてくれるよう説得する("The Countess and the Common Man")。しかしヴラドはバレエのチケットを落としてしまい、盗み聞きしていたグレブはチケットを見つけて拾う("Land of Yesterday Reprise")。
ホテルにて、アーニャはロマノフ家の処刑の悪夢を見る("A Nightmare")。ディミトリはアーニャを慰め、少年だった頃にパレードでアナスタシアにお辞儀をした話をする。アーニャはこれを鮮明に思い出し、アーニャこそがアナスタシア皇女であると確信する("In a Crowd of Thousands")。
バレエにて、ヴラドはアーニャとディミトリが愛し合っているのではないかと疑い、2人が結ばれないことに心を痛める("Meant to Be")。『白鳥の湖』上演中、アーニャはマリー皇太后を見つけ、マリー皇太后のことを思い出す。マリー皇太后もアーニャを見つけて認識するが、頑なに否定する。ディミトリと、アーニャを撃つべきか否か迷うグレブはそれぞれの恋愛感情を表す("Quartet at the Ballet")。
バレエの後、リリーもアーニャをアナスタシアと認識し、すぐにマリー皇太后のもとに連れていく。ディミトリはこの顔合わせを心配し、自身がアーニャを愛していることに気が付くが、アーニャを家族のもとに行かせなければならないことをわかっている("Everything to Win")。アーニャはマリー皇太后からヴラドとディミトリは金のためにアーニャを騙しているのだと聞かされ激怒して出て行く。ディミトリはマリー皇太后が出てくるのを待つが、マリー皇太后はディミトリを軽くあしらう。ディミトリは無礼にもマリー皇太后を引き留めてアーニャに会ってくれるよう頼むが、マリー皇太后はこれを断る。
ホテルに戻ったアーニャは荷造りを始めるが、ディミトリの熱意に負けたマリー皇太后がアーニャに機会を与えるためにやってくる。アーニャはマリー皇太后の冷酷さにショックを受け、アーニャは自分が覚えている祖母とは違うと断言する。マリー皇太后は怒りつつアーニャに過去やロマノフ家について質問するが、アーニャは過去20年にどんな影響を受けたのか振り返させる。アーニャは急にマリー皇太后がパリに旅立った夜のことを思い出す。アーニャがオルゴールを取り出しララバイを歌うと、マリー皇太后はついにアーニャがアナスタシアであると認め、2人は20年ぶりに抱き合う("Once Upon a December Reprise")。
翌朝、記者会見が行なわれ、ヴラドとリリーは群がるリポーターたちを追い払う("The Press Conference")。公の場に登場する前、マリー皇太后はアーニャにディミトリは報奨金を受け取らなかったと語り、敬意を表す。アーニャは皇女としての未来を心配するが、マリー皇太后はアーニャがどんな選択をしようとずっと一緒だと語る。アーニャはディミトリを愛していることに気付き、ディミトリを追いかける決心をする("Everything to Win Reprise")。アーニャが出て行こうとすると、グレブがやってきてディミトリとヴラドを閉じ込める所を目撃する。アーニャはグレブがここにいる理由を悟り、グレブは父の任務を完遂させるためアーニャを殺すと語る。アーニャは家族が殺害された日のことを完全に思い出しており、恐れることなく自分が殺されれば家族と一緒になれると語る。グレブは感情が勝り、父親の不名誉を担うことを望まず、アーニャを殺すことができない("Still/The Neva Flows Reprise")。アーニャはグレブを慰め、落ち着く。
ヴラド、リリー、侍従たちはアーニャを探すが、マリー皇太后はアーニャがどこにいるかを知り喜ぶ。マリー皇太后とグレブは人々にアナスタシアに関する噂の終焉を告げ、報奨金はチャリティに寄付される。アーニャはアレクサンドル3世橋でディミトリを見つけて抱き合う。ロマノフ家の精霊がアーニャとディミトリが共に過ごしていく人生を祝福する中、2人はパリを離れる("Finale")。

## 使用楽曲
太字 - 1997年の原作映画で使用された楽曲

'#' - ハードフォード・プロダクションから改名された楽曲

+ - キャスト・レコーディングに収録されていない楽曲

± - 映画でカットされた「"In the Dark of the Night"」のメロディを使用した楽曲

∞ - 全米ツアーおよび海外プロダクションにて「"Paris Holds the Key (To Your Heart)"」に置き換えられた楽曲
| 第1幕 1907年、1917年、1927年、サンクトペテルブルク - "Prologue: Once Upon a December" – マリー皇太后、幼いアナスタシア - "The Last Dance of the Romanovs" – アンサンブル #+ - "A Rumor in St. Petersburg" – ディミトリ、ヴラド、アンサンブル - "In My Dreams" – アーニャ - "The Rumors Never End" – グレブ、アンサンブル + - "Learn to Do It" – ヴラド、アーニャ、ディミトリ - "The Neva Flows" – グレブ # - "The Neva Flows (Reprise)" – 男性たち + - "My Petersburg" – ディミトリ、アーニャ - "Once Upon a December" – アーニャ、アンサンブル - "A Secret She Kept" – アーニャ # + - "Stay, I Pray You" – イポリトフ伯爵、アーニャ、ディミトリ、ヴラド、アンサンブル ± - "We'll Go From There" – ヴラド、アーニャ、ディミトリ、アンサンブル - "Traveling Sequence" – グレブ、ゴリンスキー、アーニャ、ディミトリ、ヴラド + - "Still" – グレブ - "Journey to the Past" – アーニャ | 第2幕 1927年、パリ - "Paris Holds the Key (To Your Heart)" – ヴラド、ディミトリ、アーニャ、アンサンブル - "Crossing a Bridge" – アーニャ ∞ - "Close the Door" – マリー皇太后 - "Land of Yesterday" – リリー、アンサンブル - "The Countess and the Common Man" – ヴラド、リリー - "Land of Yesterday (Reprise)" – グレブ + - "A Nightmare" – ロマノフ家の子供たち、Tsar、Tsarina + - "In a Crowd of Thousands" – ディミトリ、アーニャ - "Meant to Be" – ヴラド # - "Quartet at the Ballet" – アーニャ、ディミトリ、マリー皇太后、グレブ - "Everything to Win" – ディミトリ - "Once Upon a December (Reprise)" – アーニャ、マリー皇太后 - "The Press Conference" – リリー、ヴラド、アンサンブル - "Everything to Win (Reprise)" – アーニャ - "Still/The Neva Flows (Reprise)" – グレブ、アンサンブル # - "Finale" – カンパニー |

## 主要登場人物および出演者
| 登場人物                                   | 読み合わせ (2012年)      | ワークショップ (2015年) | ハートフォード・ステージ (2016年) | ブロードウェイ (2017年) | 全米ツアー (2018年)              | 全米ツアー (2021年)      |
| ------------------------------------------ | ------------------------ | ----------------------- | --------------------------------- | ----------------------- | -------------------------------- | ------------------------ |
| アーニャ / アナスタシア皇女                | ケリー・バレット         | エレナ・シャドウ        | クリスティ・アルトモア            | クリスティ・アルトモア  | ライラ・クーガン                 | カイラ・ストーン         |
| ディミトリ                                 | アーロン・トヴェイト     | マーク・エヴァンズ      | デレク・クレナ                    | デレク・クレナ          | スティーブン・ブロワー           | サム・マクレラン         |
| ヴラド・ポポフ                             | パトリック・ペイジ       | ダグラス・シルズ        | ジョン・ボルトン                  | ジョン・ボルトン        | エドワード・ストウデンメイヤー   | ブライアン・シーストロム |
| グレブ・ワガノフ                           | アーロン・レイザー       | ラミン・カリムルー      | マノエル・フェルシアーノ          | ラミン・カリムルー      | ジェイソン・マイケル・エヴァンズ | ブランドン・デルガド     |
| リリー・マレフスキー・マレヴィッチ伯爵夫人 | ジュリー・ハルストン     | ジョアンナ・グラスハク  | キャロライン・オコナー            | キャロライン・オコナー  | タリ・ケリー                     | マデリン・ローブ         |
| マリー皇太后                               | アンジェラ・ランズベリー | メアリー・ベス・ペイル  | メアリー・ベス・ペイル            | メアリー・ベス・ペイル  | ジョイ・フランツ                 | ゲリー・ウィーグラフ     |

### ブロードウェイの著名な代役
- マックス・フォン・エッセン - 2017年12月5日、グレブ役ラミン・カリムルーの代役
- ヴィッキー・ルイス - 2018年3月27日、リリー役キャロライン・オコナーの代役
- ジュディ・ケイ - 2018年9月28日、マリー皇太后役メアリー・ベス・ペイルの代役
- コーディー・シンプソン - 2018年11月29日、ディミトリ役ザック・アドキンスの代役[43]
- ペニー・フラー - 2019年1月7日、マリー皇太后役ジュディ・ケイの代役[44]

## 受賞歴

### 2016年、ハートフォード・ステージ・プロダクション
| 年   | 賞                           | 部門                           | ノミネート者                   | 結果       |
| ---- | ---------------------------- | ------------------------------ | ------------------------------ | ---------- |
| 2016 | コネチカット批評家サークル賞 | ミュージカル・プロダクション賞 | ミュージカル・プロダクション賞 | 受賞       |
| 2016 | コネチカット批評家サークル賞 | ミュージカル主演女優賞         | クリスティ・アルトメア         | 受賞       |
| 2016 | コネチカット批評家サークル賞 | ミュージカル助演男優賞         | ジョン・ボルトン               | ノミネート |
| 2016 | コネチカット批評家サークル賞 | ミュージカル助演女優賞         | キャロライン・オコナー         | ノミネート |
| 2016 | コネチカット批評家サークル賞 | ミュージカル助演女優賞         | メアリー・ベス・ペイル         | ノミネート |
| 2016 | コネチカット批評家サークル賞 | ミュージカル演出賞             | ダーコ・トレスニャク           | 受賞       |
| 2016 | コネチカット批評家サークル賞 | 振付賞                         | ペギー・ヒッキー               | 受賞       |
| 2016 | コネチカット批評家サークル賞 | 装置デザイン賞                 | アレキサンダー・ドッジ         | ノミネート |
| 2016 | コネチカット批評家サークル賞 | 衣裳デザイン賞                 | リンダ・チョウ                 | 受賞       |
| 2016 | コネチカット批評家サークル賞 | 照明デザイン賞                 | ドナルド・ホルダー             | ノミネート |
| 2016 | コネチカット批評家サークル賞 | 音響デザイン賞                 | ブライアン・ローナン           | ノミネート |
| 2016 | コネチカット批評家サークル賞 | プロジェクション・デザイン賞   | アーロン・ライン               | 受賞       |

### 2017年、ブロードウェイ・プロダクション
| 年   | 賞                           | 部門                                                                | ノミネート者                                                        | 結果       |
| ---- | ---------------------------- | ------------------------------------------------------------------- | ------------------------------------------------------------------- | ---------- |
| 2017 | トニー賞                     | ミュージカル助演女優賞                                              | メアリー・ベス・ペイル                                              | ノミネート |
| 2017 | トニー賞                     | ミュージカル衣装デザイン賞                                          | リンダ・チョウ                                                      | ノミネート |
| 2017 | ドラマ・デスク・アワード     | ミュージカル作品賞                                                  | ミュージカル作品賞                                                  | ノミネート |
| 2017 | ドラマ・デスク・アワード     | ミュージカル主演女優賞                                              | クリスティ・アルトメア                                              | ノミネート |
| 2017 | ドラマ・デスク・アワード     | ミュージカル助演女優賞                                              | メアリー・ベス・ペイル                                              | ノミネート |
| 2017 | ドラマ・デスク・アワード     | ミュージカル脚本賞                                                  | テレンス・マクナリー                                                | ノミネート |
| 2017 | ドラマ・デスク・アワード     | 音楽賞                                                              | スティーブン・フラーティ                                            | ノミネート |
| 2017 | ドラマ・デスク・アワード     | ミュージカル衣裳デザイン賞                                          | リンダ・チョウ                                                      | ノミネート |
| 2017 | ドラマ・デスク・アワード     | 編曲賞                                                              | ダグ・ベスターマン                                                  | ノミネート |
| 2017 | ドラマ・デスク・アワード     | プロジェクション・デザイン賞                                        | アーロン・ライン                                                    | 受賞       |
| 2017 | ドラマ・デスク・アワード     | ミュージカル音響デザイン賞                                          | ピーター・ハイレンスキー                                            | ノミネート |
| 2017 | ドラマ・リーグ・アワード     | ブロードウェイ/オフ・ブロードウェイ・ミュージカル・プロダクション賞 | ブロードウェイ/オフ・ブロードウェイ・ミュージカル・プロダクション賞 | ノミネート |
| 2017 | ドラマ・リーグ・アワード     | 演技賞                                                              | キャロライン・オコナー                                              | ノミネート |
| 2017 | 海外批評家サークル賞         | ブロードウェイ・ミュージカル新作作品賞                              | ブロードウェイ・ミュージカル新作作品賞                              | ノミネート |
| 2017 | 海外批評家サークル賞         | ミュージカル主演女優賞                                              | クリスティ・アルトメア                                              | ノミネート |
| 2017 | 海外批評家サークル賞         | ミュージカル助演女優賞                                              | ジョン・ボルトン                                                    | ノミネート |
| 2017 | 海外批評家サークル賞         | ミュージカル助演女優賞                                              | キャロライン・オコナー                                              | ノミネート |
| 2017 | 海外批評家サークル賞         | ミュージカル助演女優賞                                              | メアリー・ベス・ペイル                                              | ノミネート |
| 2017 | 海外批評家サークル賞         | ミュージカル脚本賞                                                  | テレンス・マクナリー                                                | ノミネート |
| 2017 | 海外批評家サークル賞         | 新曲賞                                                              | スティーブン・フラーティ&リン・アーレンズ                           | ノミネート |
| 2017 | 海外批評家サークル賞         | ミュージカル演出賞                                                  | ダーコ・トレスニャク                                                | ノミネート |
| 2017 | 海外批評家サークル賞         | 装置デザイン賞                                                      | アレキサンダー・ドッジ                                              | ノミネート |
| 2017 | 海外批評家サークル賞         | 衣裳デザイン賞                                                      | リンダ・チョウ                                                      | ノミネート |
| 2017 | 海外批評家サークル賞         | 照明デザイン賞                                                      | ドナルド・ホルダー                                                  | ノミネート |
| 2017 | 海外批評家サークル賞         | プロジェクション・デザイン賞                                        | アーロン・ライン                                                    | 受賞       |
| 2017 | 海外批評家サークル賞         | 編曲賞                                                              | ダグ・ベスターマン                                                  | ノミネート |
| 2017 | シアター・ワールド・アワード | ブロードウェイ・デビュー・パフォーマンス賞                          | クリスティ・アルトメア                                              | Honoree    |
| 2017 | チタ・リヴェラ・ダンス振付賞 | ブロードウェイ男性ダンサー賞                                        | ジョン・ボルトン                                                    | ノミネート |